# Attique (périphérie)
Pour les articles homonymes, voir Attique (homonymie).

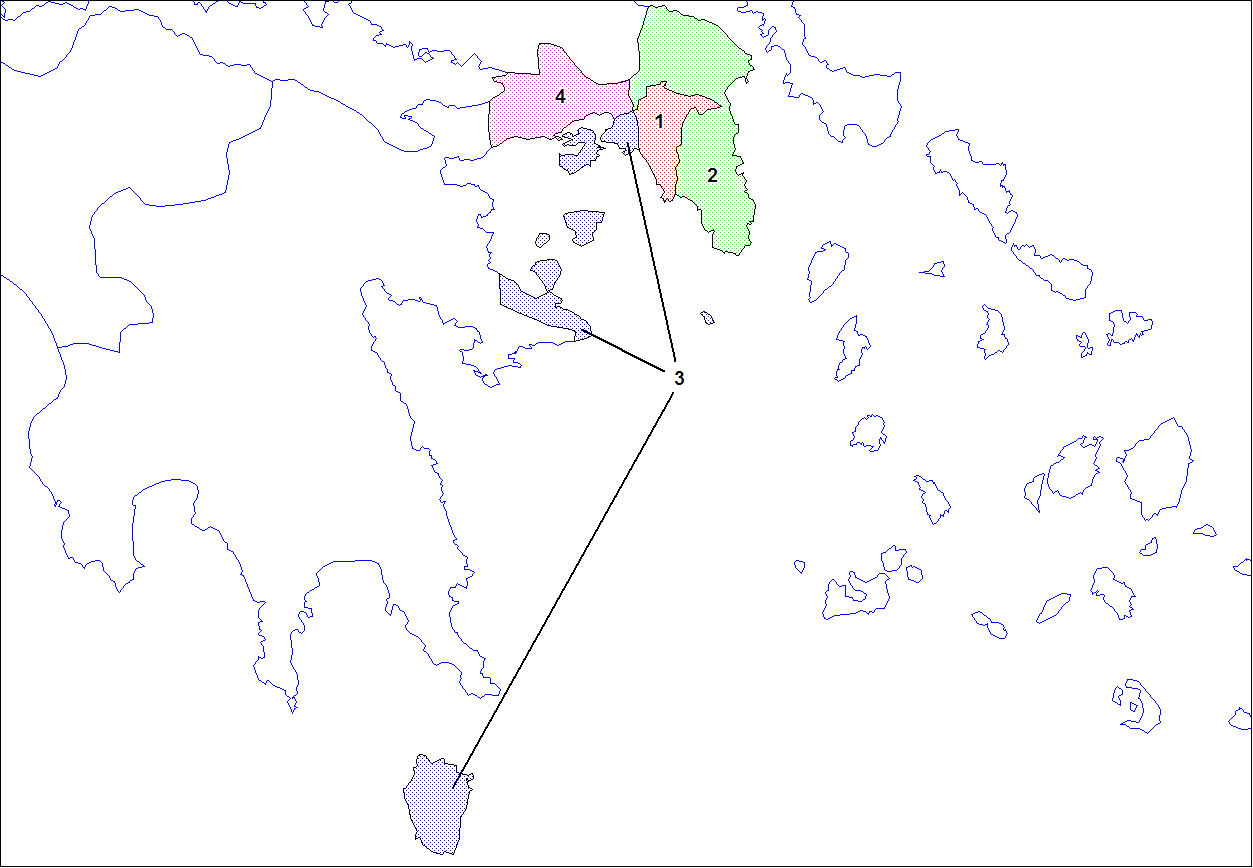
Les nomarchies de l'Attique (1972-2010) : la nomarchie d'Athènes (1), l'Attique de l’Est (2), la nomarchie du Pirée (3), et l'Attique de l’Ouest (4).

L’Attique (en grec ancien Ἀττική / Attikḗ, en grec moderne Αττική / Attikí) est la région qui entoure Athènes. Elle forme l'une des treize périphéries de la Grèce (région administrative), ainsi que l'un des sept diocèses décentralisés créés par le programme Kallikratis en janvier 2011, date à laquelle elle a été redécoupée en huit districts régionaux :
- Athènes-Centre ;
- Athènes-Nord ;
- Athènes-Ouest ;
- Athènes-Sud ;
- l'Attique de l'Est ;
- l'Attique de l'Ouest ;
- les Îles ;
- Le Pirée.

Avant la réforme de 1987 qui vit la création des périphéries, elle formait le nome d'Attique, qui fut en 1972 divisé en quatre nomarchies (Athènes, Le Pirée, Attique de l'Ouest et Attique de l'Est).

## Réseau routier
- Autoroute A1/E 75
- Route 1 : ancienne route nationale de Thessalonique
- Route 3/E 962 : Éleusis-Lamia-Thessalonique
- Route 8 : ancienne route nationale de Patras
- Autoroute 8 (en)/Route 8A (en)/E 94
- Route 56/Rue Pireos
- Route 79 (en)
- Route 81 (en)
- Route 83 (en)/Avenue Marathonos
- Route 89 (en) : Gérakas-Laurion-Sounion
- Route 91 : Avenue Andréa Syngroú, Avenue Posidonos (en), Vouliagméni, Sounion
- Attikí Odós
  - Autoroute 6 (en)
  - Autoroute 64 (en) - Périphérique de l'Hymette
  - Autoroute 65 (en) - Périphérique d'Egaleo

## Communications

### Télévision
- 902 TV (en) (défunte)
- High TV – Athènes
- Action 24 (el) – Le Pirée